# Mārid
Il mārid (in arabo مارد‎?) è una tipologia di jinn del credo arabo preislamico pagano dapprima e di quello islamico successivamente.
È associato alle acque aperte del mare e dell'oceano. I māridūn sono menzionati nel Corano, più precisamente nella Sūra chiamata "al-Ṣāffat", nel cui versetto n. 7 si implora protezione da "ogni shayṭān mārid".

## Mitologia
Il mārid è spesso descritto come il più potente tipo di jinn, e anche il più arrogante, ribelle e orgoglioso. Ha anche la capacità di esaudire i desideri dei mortali, ma difficilmente lo fa senza combattere. Secondo altre fonti, c'è bisogno anche dell'imprigionamento e di rituali. Nella spiritualità moderna, sedicenti praticanti dell'Occulto descrivono i Marid in modo più neutrale, come esseri nobili e fieri, ostili non tanto agli umani quanto alla loro irresponsabilità ecologica e morale.

## Nella cultura di massa
I māridūn sono presenti nel gioco di ruolo Dungeons & Dragons, dove sono una sottospecie malvagia dei geni e rappresentano l'elemento dell'acqua, assieme agli ʿIfrīt, ai jinn, ai dao e ai gianni (che rappresentano rispettivamente il fuoco, l'aria, la terra e l'unione dei quattro elementi).